# فاتال فيوري: وايد أمبيشن
فاتال فيوري: وايد أمبيشن (بالإنجليزية: Fatal Fury Wild Ambition)‏، هي لعبة فيديو يابانية من نوع قتال، وهي من تطوير ونشر إس إن كي، عرضت اللعبة لجهاز ألعاب الصالات عام 1999، وتم إصدار اللعبة على منصة بلاي ستيشن.